# Conirostrum
Conirostrum is een geslacht van zangvogels uit de familie Thraupidae (tangaren).

## Soorten
Het geslacht (spitssnavels) kent de volgende soorten:
- Conirostrum albifrons  – Witkopspitssnavel
- Conirostrum bicolor  – Tweekleurige spitssnavel
- Conirostrum binghami  – Reuzenspitssnavel
- Conirostrum cinereum  – Grijze spitssnavel
- Conirostrum ferrugineiventre  – Witbrauwspitssnavel
- Conirostrum leucogenys  – Witoorspitssnavel
- Conirostrum margaritae  – Parelborstspitssnavel
- Conirostrum rufum  – Roodbrauwspitssnavel
- Conirostrum sitticolor  – Blauwrugspitssnavel
- Conirostrum speciosum  – Roodbuikspitssnavel
- Conirostrum tamarugense  – Roodsterspitssnavel